# São Sebastião do Maranhão
São Sebastião do Maranhão é um município brasileiro do estado de Minas Gerais. Localiza-se no Vale do Rio Doce. 